# Tin Aung Myint Oo

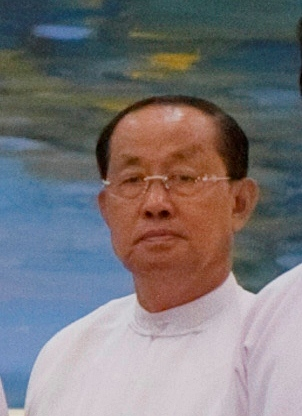
2010 - Tin Aung Myint Oo.

Tin Aung Myint Oo (en birmano: တင်အောင်မြင့်ဦး: တင်အောင်မြင့်ဦး [tɪ̀ɴ àʊɴ mjɪ̰ɴ ʔú]; nacido el 29 de mayo de 1950) fue uno de los vicepresidentes de Myanmar. Es también presidente de Consejo de Comercio birmano, habiendo sido nombrado en noviembre de 2007 por Que Shwe, en respuesta a las protestas antigubernamentales de Birmania en octubre de aquel año, y ministro de Asuntos Militares. Dimitió su cargo de Vicepresidente en mayo de 2012. Se unió a los monjes budistas el 3 de mayo, después de que la especulación sobre su desaparición había circulado por todos los medios de comunicación.
Se graduó de la 12.º admisión de la Academia de Servicios del Defensa y posteriormente obtuvo el título "Thihathura" en 1980 para luchar contra el Partido Comunista de Birmania. Fue nominado al Consejo de Estado para la Paz y el Desarrollo en 2007 como secretario (1), reemplazando a Thein Sein, y fue ascendido a general en marzo de 2009.
En las elecciones generales birmana en 2010,  disputó la circunscripción de Pobbathiri Township y ganó un escaño en el Pyithu Hluttaw, donde se dice que ganó con un 90.57% de los votos. Tin Aung Myint Oo juró como vicepresidente el 30 de marzo de 2011, junto con Sai Mauk Kham y después dejó vacante su escaño parlamentario. Es uno de los hombres más ricos de la antigua SPDC, y es bien conocido por sus vínculos cercanos con Zaw Zaw, un magnate birmano. Anteriormente ejerció como el presidente de Unión de Valores económicos de Myammar (UMEHL), un conglomerado poseído por el ejército birmano.
El 1 de julio de 2012,  entregó su renuncia como vicepresidente, citando razones de salud.